# Palais des Comtes de Castro Guimarães

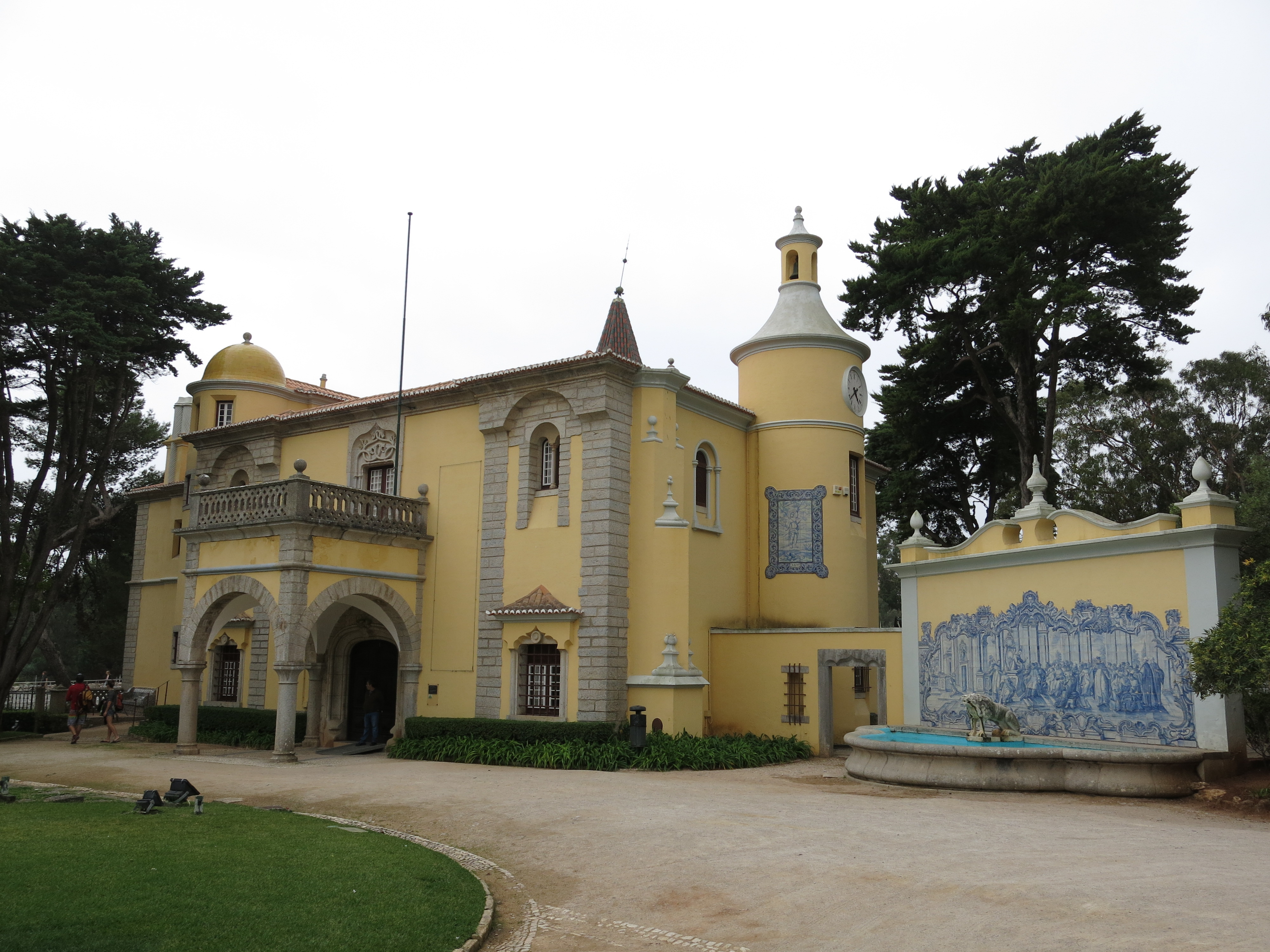
Vue arrière

Le Palácio dos Condes de Castro Guimarães, initialement connu sous le nom de Torre de São Sebastião (tour Saint-Sébastien), a été construit en 1900 comme résidence d'été d'un aristocrate à Cascais, dans le district de Lisbonne, au Portugal. Il est devenu un musée en 1931. Le bâtiment a un style architectural éclectique, tandis que le musée comprend des peintures, des meubles, de la porcelaine, des bijoux et un orgue néogothique.

## Histoire
Jorge O'Neill a construit la Torre de São Sebastião en 1900, selon les plans de Francisco Vilaça. O'Neill était un aristocrate portugais d'origine irlandaise qui possédait de multiples intérêts commerciaux, notamment le monopole des allumettes au Portugal. La Casa de Santa Maria, située à proximité, a également été construite à sa demande.

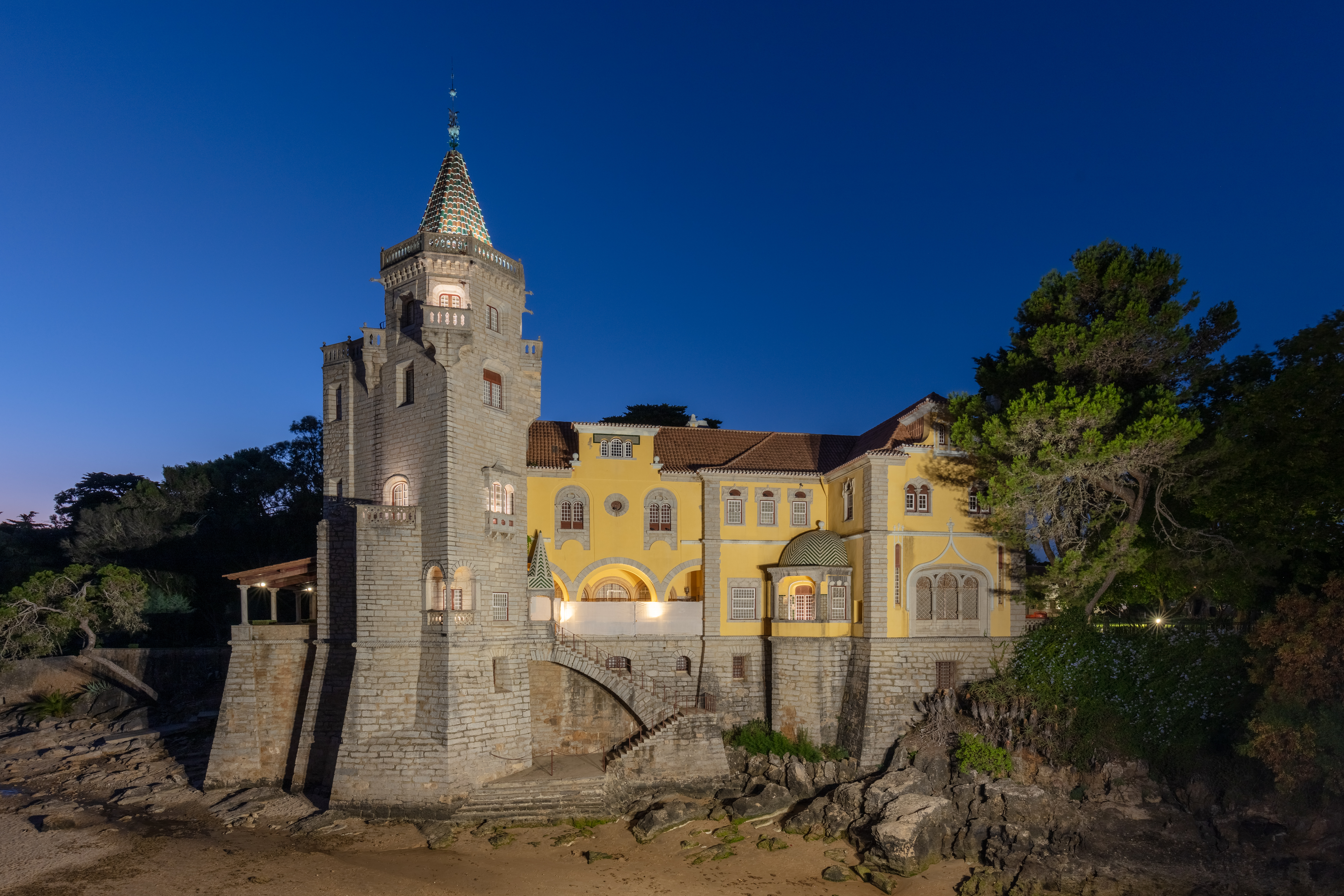
Vue nocturne

Le bâtiment utilise plusieurs styles architecturaux, dont le néo-romantisme, le néo-gothique, le néo-manuélin et le néo-mauresque. L'impression générale est celle d'un château médiéval. Des références à l'héritage irlandais d'O'Neill peuvent également être trouvées disséminées dans tout le bâtiment, en particulier dans la salle Shamrock'.
L'élément le plus frappant du bâtiment est la tour, dont la base s'avance dans une petite crique. La maison a un plan rectangulaire irrégulier. Il y a plusieurs gargouilles, des avant-toits saillants et des porches. L'intérieur est construit autour d'un cloître quadrangulaire. Les pièces principales présentent des plafonds à poutres apparentes avec des sols en azulejos à motifs polychromes, ainsi que quelques murs carrelés. Presque toutes les pièces disposent également de poêles en faïence, dont certains ont été apportés d'autres bâtiments'.
En 1910, la maison fut vendue au 1er comte de Castro Guimarães qui, avec sa femme, y vécut jusqu'en 1927. De nombreuses pièces aujourd’hui exposées au musée ont été acquises à cette époque, dont l'orgue néogothique, construit pour le comte, et de rares manuscrits du XVIe siècle, dont la précieuse « Chronique de Don Afonso Henriques », premier roi du Portugal, écrite par Duarte Galvão (1446-1517).
A sa mort en 1927, le comte a fait don de sa maison et de son jardin à l'État, stipulant que la maison soit utilisée comme musée et galerie d'art. Le musée de la bibliothèque Comtes de Castro Guimarães a été inauguré le 12 juillet 1931 et est resté pendant de nombreuses années le seul musée de Cascais. En 1932, le célèbre écrivain portugais Fernando Pessoa a postulé au poste de conservateur, mais sa candidature a été refusée pour manque de qualifications.